# Robert Brunschwig
Pour les articles homonymes, voir Brunschwig.

Robert Emmanuel Brunschwig (17 juillet 1888, Altkirch, Haut-Rhin-25 mai 1944, Auschwitz, Pologne), est un rabbin orthodoxe non-consistorial et résistant français, leader communautaire, déporté à Auschwitz et tué par les nazis,.

## Biographie
Robert Brunschwig est né le 17 juillet 1888 à Altkirch, en Alsace. Il est le fils du Léopold Brunschwig, marchand de tissus et de son épouse, née Hélène Blum
Il étudie au séminaire rabbinique Hildesheimer, de Berlin, sous la direction du rabbin David Zvi Hoffmann. Il suit parallèlement des cours à l'université de Berlin.
Alors qu'il est aumônier militaire de la Sarre, en 1920, il épouse Lucie Meyer, née le 27 novembre 1892 et native de Mulhouse. Lucie Meyer est la fille du docteur Ernst (Ernest Reouven) Meyer (13 août 1863, Guebwiller-24 octobre 1941, Lyon) et de Rose Meyer de Mulhouse. Le mariage a lieu à l'hôtel Continental de Strasbourg. Le rabbin Arthur Weil, de Bischheim, le beau-frère de Robert Brunschwig, officie.
Après son séjour en Sarre, Il prend la direction de la Communauté orthodoxe Etz 'Haim à Strasbourg.
Le couple n'a pas d'enfants.

### La Communauté orthodoxeEts 'Haimde la rue Kageneck à Strasbourg
De 1920 à 1940, pendant vingt ans, le rabbin Brunswchwig dirige la Communauté orthodoxe Ets 'Haim de la rue Kageneck à Strasbourg,,,,.
Il organise un Talmud Torah (cours d'instruction religieuse) avec un professeur à plein temps, Salomon Speier, un élève du rabbin Salomon Breuer (1850-1926), le gendre et successeur de Samson Raphael Hirsch.

### Le mouvement de jeunesse Yechouroun
En 1926, le rabbin Robert Brunschwig fonde en France le mouvement de jeunesse religieux Yechouroun,. Ce mouvement se base sur l'idéologie Torah im Derekh Eretz (en) (hébreu תורה עם דרך ארץ - «Torah et ouverture au monde »), mise de l'avant par Samson Raphael Hirsch (1808-1888).

### Sa philosophie et son influence
Le rabbin Robert Brunschwig est membre de l'Agoudat Israel. Il participe à la troisième Knessia Guedola (Grande Assemblée) de 1937, à Marienbad, en République tchèque. Il se lie d'amitié avec le Dr Leo Deutschländer, fondateur du mouvement des Bais Yaakov.
En 1932, Il entre en contact avec le rabbin Yerahmiel Eliyahou Botschko, le fondateur de la yechiva Etz Haïm, de Montreux, en Suisse, où il envoie nombre de ses étudiants.
Pour des questions de Halakha, il consultait, en particulier, le grand-rabbin Ernest Weill de Colmar.
Sa bibliothèque privée était à la disposition de ceux qui voulaient étudier.
La fréquentation de la communauté orthodoxe Ets 'Haim de la rue Kageneck et/ou celle du mouvement de jeunesse Yechouroun va avoir une influence considérable sur des futurs leaders ou personnalités de la communauté juive. Dans cette liste on trouve les noms de Samy Klein, Aron Wolf, Théo Klein, Antoinette Feuerwerker, Rose Warfman, Salomon Gluck, Josy Eisenberg, Benjamin Gross, Jacquot Grunewald, Henri Ackermann, Liliane Ackermann, André Neher.

### La résistance française et la déportation
Après l'Armistice de 1940, il reprend son activité d'aumônier à Vichy.
On le trouve ensuite à Lyon, où il s'occupe de la Communauté juive orthodoxe et des juifs dispersés autour de l'agglomération. Il est rabbin d'une petite synagogue .
Il participe à la Résistance contre l'occupant allemand.
Dans l'espoir de le sauver, un faux certificat de citoyenneté salvadorienne fut envoyé au rabbin Brunschwig à Vichy. Comme pour beaucoup d'autres, il est douteux qu'il en ait eu connaissance.
En mai 1944, il est arrêté (il a 56 ans) avec son épouse (52 ans) et sa belle mère Rose Meyer (73 ans), à Besançon (Doubs). Leur dernière adresse était au 30 rue Montgolfier à Lyon (Rhône). Ils sont déportés à Auschwitz depuis la gare de Bobigny par le convoi no 74 du 20 mai 1944. Ils sont assassinés dans une chambre à gaz dès leur arrivée à Auschwitz, le 25 mai 1944.

## Hommage posthume
- Après la guerre, un jardin d'enfants est nommé en son nom à Strasbourg[32].

## Stolpersteine ou pavé de la mémoire

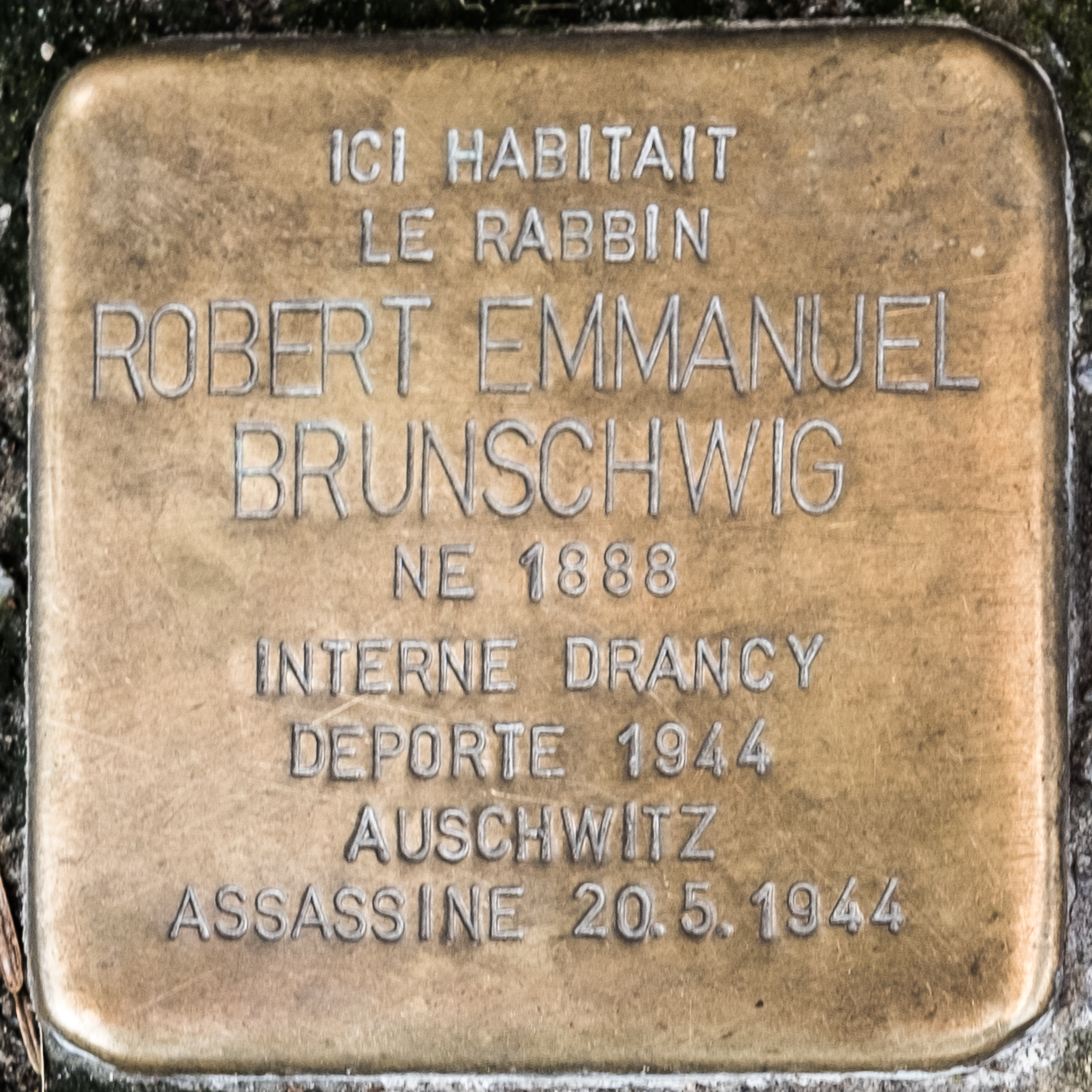
Stolpersteine pour Robert Emmanuel Brunschwig

Une Stolpersteine à la mémoire du rabbin Robert Brunschwig et une à la mémoire de son épouse Lucie Brunschwig sont placées à Strasbourg, le 1er mai 2019, à gauche de la porte d'entrée du 19 boulevard Clemenceau, pavés dorés de 10 centimètres de côté, incrustés dans le trottoir,.

## Pour approfondir